# FK SKČF Sevastopol
Futbolnyj klub SKČF Sevastopol (rusky ФК «СКЧФ Севастополь») je ruský fotbalový klub z města Sevastopol. Od sezóny 2015/16 hraje v Premjer lige (krymská nejvyšší soutěž). Klub byl založen v roce 2014 po ruské anexi Krymu. Ve městě nahradil zrušený ukrajinský klub FK Sevastopol. Zkratka SKČF znamená Спортивный клуб Черноморского флота (Sportivnyj klub Černomorskogo flota).
1. ledna 2015 byl klub společně s týmy FK TSK Simferopol a PFK Žemčužina Jalta vyloučen z ruského svazu kvůli nátlaku UEFA o jejich statusu v rámci ukrajinské krize. V dalším ročníku 2015/16 se klub přihlásil do Krymského fotbalového svazu a stal se zakládajícím členem nové Krymské ligy.
Ve městě za sovětských časů působil klub se stejným názvem - SKČF Sevastopol. Ten byl založen v roce 1964 a zanikl na počátku 70. let 20. století.

## Soupiska
Aktuální k datu: 16. března 2016
| Číslo |          | Pozice | Hráč                 |
| ----- | -------- | ------ | -------------------- |
| 18    | Rusko    | B      | Sergej Naumenko      |
| 71    | Rusko    | B      | Dmitrij Ščendrygin   |
| 93    | Rusko    | B      | Valentin Manjakin    |
| 4     | Rusko    | O      | Aleksandr Čeljadnik  |
| 5     | Rusko    | O      | Andrej Stěpanov      |
| 14    | Rusko    | O      | Ivan Šiškin          |
| 22    | Rusko    | O      | Viktor Uzbek         |
| 23    | Rusko    | O      | Ivan Ljanucov        |
| 55    | Ukrajina | O      | Jevhenij Bredun      |
| –     | Rusko    | O      | Alexandr Levnickij   |
| 7     | Rusko    | Z      | Stanislav Gudzikevič |
| 11    | Rusko    | Z      | Vladislav Gevlič     |

| Číslo |          | Pozice | Hráč                 |
| ----- | -------- | ------ | -------------------- |
| 18    | Rusko    | Z      | Sergej Ferenčak      |
| 20    | Rusko    | Z      | Andrej Kiva          |
| 25    | Rusko    | Z      | Vitalij Mironěnko    |
| 28    | Rusko    | Z      | Valerij Štefan       |
| 37    | Rusko    | Z      | Andrej Panyč         |
| 39    | Ukrajina | Z      | Arťom Kultyšev       |
| 10    | Rusko    | Ú      | Alexandr Žabokrickij |
| 13    | Rusko    | Ú      | Jevgenij Prokoněnko  |
| 19    | Rusko    | Ú      | Kirill Mejlach       |
| 28    | Rusko    | Ú      | Alexandr Daniševskij |
| –     | Ukrajina | Ú      | Jurij Plešakov       |

## Umístění v jednotlivých sezonách
Legenda: Z - zápasy, V - výhry, R - remízy, P - porážky, VG - vstřelené góly, OG - obdržené góly, +/- - rozdíl skóre, B - body, červené podbarvení - sestup, zelené podbarvení - postup, světle fialové podbarvení - přesun do jiné soutěže
| Rusko (2014 – 2015) |                  |        |                                                             |                                                             |                                                             |                                                             |                                                             |                                                             |                                                             |                                                             |                                                             |
| Sezóny              | Liga             | Úroveň | Z                                                           | V                                                           | R                                                           | P                                                           | VG                                                          | OG                                                          | +/-                                                         | B                                                           | Pozice                                                      |
| 2014/15             | PFL – sk. Jug    | 3      | Klub byl vyloučen z ruského svazu, výsledky byly anulovány. | Klub byl vyloučen z ruského svazu, výsledky byly anulovány. | Klub byl vyloučen z ruského svazu, výsledky byly anulovány. | Klub byl vyloučen z ruského svazu, výsledky byly anulovány. | Klub byl vyloučen z ruského svazu, výsledky byly anulovány. | Klub byl vyloučen z ruského svazu, výsledky byly anulovány. | Klub byl vyloučen z ruského svazu, výsledky byly anulovány. | Klub byl vyloučen z ruského svazu, výsledky byly anulovány. | Klub byl vyloučen z ruského svazu, výsledky byly anulovány. |
| Krym (2015 – )      |                  |        |                                                             |                                                             |                                                             |                                                             |                                                             |                                                             |                                                             |                                                             |                                                             |
| Sezóny              | Liga             | Úroveň | Z                                                           | V                                                           | R                                                           | P                                                           | VG                                                          | OG                                                          | +/-                                                         | B                                                           | Pozice                                                      |
| 2015/16             | Premjer liga KFS | 1      | 28                                                          | 15                                                          | 9                                                           | 4                                                           | 53                                                          | 25                                                          | +28                                                         | 54                                                          | 2.                                                          |
| 2016/17             | Premjer liga KFS | 1      | 28                                                          |                                                             |                                                             |                                                             |                                                             |                                                             |                                                             |                                                             |                                                             |